# 现任中国人民政治协商会议吉林省地级行政区委员会主席列表

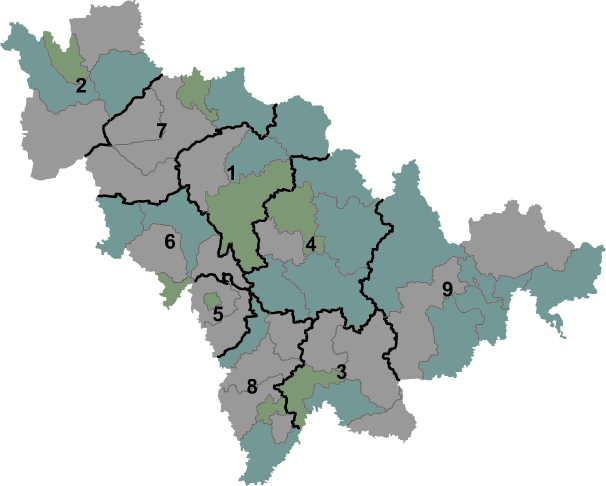
以吉林省地級行政區來劃分，
具體請見：「吉林省」條目，
「行政區劃」章節

本列表列出中华人民共和国吉林省9个地级行政区中国人民政治协商会议地方委员会的现任主席。根据2004年修订的《中国人民政治协商会议章程》规定，省、自治区、直辖市设中国人民政治协商会议的省、自治区、直辖市委员会；自治州、设区的市、县、自治县、不设区的市和市辖区，凡有条件的地方，均可设立中国人民政治协商会议各该地方的地方委员会。中国人民政治协商会议各级地方委员会设主席，副主席若干人和秘书长，中国人民政治协商会议各级地方委员会的主席主持常务委员会的工作。
现任地级行政区政协委员会主席中，有3位是女性，即中国人民政治协商会议白城市委员会主席顾伟和中国人民政治协商会议延边州委员会主席康芳和中国人民政治协商会议通化市委员会主席庄亚男；任职时间最长的是中国人民政治协商会议四平市委员会主席侯川，自2021年1月12日起任职，迄今4年2个月；任职时间最短的是中国人民政治协商会议吉林市委员会主席李富民，自2024年1月17日起任职，迄今1年1个月。

## 副省级市政协委员会主席
| 副省级市政协委员会               | 政协委员会主席 | 上任日期 （任职时间）      | 出生年月           | 信息源 |
| -------------------------------- | -------------- | -------------------------- | ------------------ | ------ |
| 中国人民政治协商会议长春市委员会 | 高志国         | 2023年1月10日 （2年2个月） | 1965年5月 （59歲） | [ 2 ]  |

## 地级市政协委员会主席
| 地级市政协委员会                 | 政协委员会主席 | 上任日期 （任职时间）      | 出生年月           | 信息源 |
| -------------------------------- | -------------- | -------------------------- | ------------------ | ------ |
| 中国人民政治协商会议吉林市委员会 | 李富民         | 2024年1月17日 （1年1个月） | 1967年7月 （57歲） | [ 3 ]  |
| 中国人民政治协商会议四平市委员会 | 侯川           | 2021年1月12日 （4年2个月） | 1967年4月 （57歲） | [ 4 ]  |
| 中国人民政治协商会议辽源市委员会 | 杨光           | 2022年1月12日 （3年2个月） | 1970年1月 （55歲） | [ 5 ]  |
| 中国人民政治协商会议通化市委员会 | 庄亚男 （女）  | 2025年1月9日 （2个月）     | 1971年8月 （53歲） | [ 6 ]  |
| 中国人民政治协商会议白山市委员会 | 刘凤春         | 2022年1月12日 （3年2个月） | 1969年4月 （63歲） | [ 7 ]  |
| 中国人民政治协商会议松原市委员会 | 刘文占         | 2025年1月9日 （2个月）     | 1969年5月 （55歲） | [ 8 ]  |
| 中国人民政治协商会议白城市委员会 | 顾伟 （女）    | 2022年1月12日 （3年2个月） | 1967年3月 （58歲） | [ 9 ]  |

## 自治州政协委员会主席
| 自治州政协委员会                 | 政协委员会主席 | 上任日期 （任职时间）      | 出生年月           | 信息源 |
| -------------------------------- | -------------- | -------------------------- | ------------------ | ------ |
| 中国人民政治协商会议延边州委员会 | 康芳 （女）    | 2022年1月13日 （3年2个月） | 1966年3月 （59歲） | [ 10 ] |